# Київ-4
Київ-4 — український тролейбус, що випускався на території УРСР Київським заводом електротранспорту у місті Київ, у 1963—1969 роках, змінивши модель Київ-2, якщо точніше, то Київ-4 є модернізованим тролейбусом Київ-2.
За час виробництва випущено близько 200 екземплярів, що працювали на території сучасної України, і що цікаво, ніде окрім неї. На конвеєрі тролейбуси «Київ-4» змінила нова, вдаліша тридверна модель «Київ-6».

## Історія
Київський завод електротранспорту у 1950-х роках по кресленнях Сокольницького вагоноремонтного заводу збирав тролейбуси ТБЕС і МТБЕС, яких було зібрано декілька десятків штук. З 1959 року, завод вирішив припинити виробництво цих тролейбусів, а натомість почати виробництво власної техніки. Перший тролейбус, розробленим на Київському заводі електротранспорту дістав назву «Київ-1» (на честь міста, у якому тролейбус випускався), він мав величезний передній звис, і відповідно надзвичайно велике навантаження на передню вісь, і завод відмовився від виробництва цієї моделі.
Другий тролейбус «Київ-2», або КТБ-1, був запушений у виробництво у 1960-му році, це був практично той же Київ-2 (ті ж розміри), однак він мав лобове скло з 4 частинок (як у СВАРЗ МТБЕС, однак за розміром менше), і деякі інші конструктивні відмінності. Київ-2 виявився дуже вже важкою машиною при керуванні: підсилювача кермового управління тоді не було узагалі, був у нього ще ряд суттєвих вад, та посередня якість машини, через що Київ-2 служили недовго, та були списані у кінці 1960-х —1970-х років.
На конвеєрі модель Київ-2 замінив «Київ-4». У 1963 році завод розробив нову модель тролейбуса під назвою «Київ-4», і у кінці цього ж року КЗЕТ виготовив перший екземпляр моделі «Київ-4», а у 1964 році тролейбус був запущений у серійне виробництво, деякий час паралельно випускаючись з Київ-2. Нова машина мала лобове скло, що складалося з двох частинок, менший рейсовказівник, інше скління задньої панелі (більше, ніж у Київ-2), та інші менш важливі вдосконалення. Хоча тролейбуси марки «Київ» на початку 1960-х працювали здебільшого у Києві, у інших містах у невеликих кількостях, з 1964 року завод почав виготовляти тролейбуси для інших міст України, окрім Києва, «Київ-4» працювали у Кіровограді, Львові, Херсоні, Алчевську, Одесі, Севастополі. У 1965 році Київ відмовився від поставок київських тролейбусів, а у 1967—1968 роках тролейбуси у Києві було списано та передано у інші міста УРСР.
У 1967 році тролейбуси Київ-4 відкривали тролейбусний рух у Миколаєві.
Виробництво Київ-4 продовжувалося з 1963 по 1969 роки, за час виробництва було випущено близько 200 екземплярів, які працювали на території УРСР. Київ-4 був непоганою машиною, кращою за якістю, аніж Київ-2, однак якість цих машин також була посередньою, вони мали низьку пасажиромісткість (65 пасажирів на противагу 110 ЗіУ-5 і ЗіУ-682), і тролейбуси ЗіУ-5, ЗіУ-9 та Skoda 9Tr з Чехії були кращими за якістю за Київ-4. Тролейбуси «Київ-4» почали списувати у кінці 1960-х — на початку 70-х, у Львові вони протрималися досить довго: 1976–1977 років, останні було списано двома роками пізніше у Алчевську.
Тролейбус Київ-4 змінив Київ-6. Однак тролейбуси Київ-4 не зникли зовсім, один музейний екземпляр знаходиться у Москві музеї міського пасажирського транспорту, там же знаходиться один тролейбус Київ-2.

## Конструкція
Тролейбус Київ-4 є 10-метровою двовісною машиною середньої місткості. Довжина тролейбуса становить 10,3 метра, ширина — 2,65, у нього малий передній звис (це добре видно з фотографії) та значно більший задній звис; відстань між осями, точніше колісна база, складає «класичні» для багатьох радянських тролейбусів 6 метрів. Кузов тролейбуса повністю металевий, жодних дерев'яних елементів конструкції у нього немає, основою тролейбуса є міцна рама, що виконана зі сталі, на яку кріпляться усі вузли та агрегати; каркас тролейбуса виконано зі сталевих труб прямокутного перерізу; головні вузли та агрегати у Київ-4 такі самі, як і на Київ-2, які у Київ-2 були запозичені від МТБ-82.
У зовнішньому вигляді передка відбулося декілька суттєвих змін — лобове скло стало складатися вже не з чотирьох, а з двох частин, а склоочисники стали кріпитися зверху. Емблема Київського заводу електротранспорту кріпилася до кузова, там було виведено «Київ». Рейсовказівник у Київ-4 став дещо іншим, спершу його витягнута форма була ідентична Київ-2, однак місце там було лише для таблички з маршрутом (у Київ-2 там було місце і для вказання напрямку рейсу), згодом маршрутовказівник став маленькою «шпаківнею». Характерні риси Київ-2, як маленький передній звис лишилися і на 4-тій моделі КЗЕТа.
Електрообладнання та інші головні агрегати було запозичено від Київ-2. Електричний двигун тролейбуса залишився тим самим, що і на Київ-2 — постійного струму ДК-202Б, потужністю 86 кіловат. За габаритними розмірами і масовими показниками, машина вийшла немаленькою, і потужність двигуна тролейбуса була досить низькою, що було однією з вад Київ-2, до того ж двигун тролейбуса був вельми шумним. Система керування тяговим електродвигуном — реостатно-контакторна неавтоматична, для живлення низьковольтних ланцюгів застосовувався умформер.
У тролейбуса Київ-4 з'явилася система штанговловлювання, що являла собою бобини, на які намотувалися канати, що кріпилися до штанг і слугували для знімання струмоприймачів (тобто штанг). Однак, на багатьох тролейбусах Київ-4 бобин не було, натомість канати для знімання штанг намотувалися на спеціальні гаки, що були прикріплені до задньої панелі, або до боковин. Тролейбус Київ-4 був двовісною машиною, задній міст був тяговим — крутний момент від електродвигуна по карданній передачі передавався на задні тягові колеса. Сам же ТЕД (тяговий електродвигун) знаходився у колісній базі під підлогою салону. Гальмівна система стала двоконтурною; спершу включалося електрогальмо, а потім вже пневмогальмо.
Салон тролейбуса був вельми непоганим, як на той час. До салону вело дві двері, що знаходилися — перша у колісній базі за передньою віссю, а друга знаходилася у задньому звисі. Двері тролейбуса ширмового типу, ширина дверей склала 140 сантиметрів, що дозволяло одночасно двом пасажиром заходити у салон, або виходити з нього. Дещо у салоні було запозичене від МТБ-82, а саме велика закрита кабіна водія. Салон у Київ-4 був доволі просторим та мав трирядне планування: з лівого боку розміщувалося по два сидіння, з правого по одному, це дозволило забезпечити просторість салону та збільшити місткість тролейбуса у години пік. Сидіння було виконано роздільного типу, а не подвійні диванні, як на Київ-2. У опоряджувальних матеріалах салону став ширше застосовуватися пластик. Слід також відзначити, що площа скління, як і на Київ-2, була достатньо великою, а вентиляція у салоні забезпечувалася за рахунок зсувних кватирок і двох дахових люків. На противагу, система опалення була дуже поганою, взимку у тролейбусі було дуже холодно, а бокові стекла нерідко обмерзали. У салоні розміщувалося 30 сидінь — з трирядним плануванням, а ззаду було встановлено 4 сидіння; загальна місткість становила 65 чоловік.
Кабіна водія була закритою та знаходилася, логічно, у передньому звисі. Саме місце водія було ідентичним Київ-2 та подібним до МТБ, комфорту у водія було достатньо мало: водійське крісло було таким самим, як і пасажирське, а підсилювача рульового управління не було, тому, аби покрутити кермо, а тим більше керувати машиною, знадоблялися великі фізичні зусилля водія. На панелі приладів знаходилися манометри, годинник та спідометр, та інші органи керування, представлені тумблерами. Педалі знаходилися справа та зліва від рульової колонки: акселератор справа, а гальмо зліва, важіль ручного гальма розміщувався справа від водія.

## Технічні характеристики
- Модель: «Київ-4»
- Прізвиська: «Киянка»
- Попередник: «Київ-2»
- Наступник: «Київ-6»
- Виробник: Київський завод електротранспорту
- Роки виробництва: 1963–1969
- Кількість випущених екземплярів: ~200

Технічна характеристика тролейбуса «Київ-4»
| Ведучий міст —                           | задній                                   |
| Планування салону                        | трирядне                                 |
| Ширина проходу між рядами, см            | 105                                      |
| Ширина між боковими стінками, см         | 241                                      |
| Відстань одномісних/двомісних сидінь, см | 73/72                                    |
| Гальмівна система                        | електродинамічна/пневматична двоконтурна |

## Тролейбусні поїзди
В кінці 1960-х років Володимир Пилипович Веклич успішно адаптував свою систему до тролейбусів моделі «Київ-4», а на київському заводі електротранспорту було налагоджено виробництво усіх деталей до його системи. Поїзди з тролейбусів «Київ-4», з'єднаних між собою за системою Володимира Веклича експлуатувалися в Дніпропетровську, Харкові та Одесі.

## Цікаві факти
- Тролейбус моделі «Київ-4» можна побачити у фільмі «Кража».
- Тролейбуси «Київ-4» відкривали тролейбусний рух у Миколаєві та Кропивницькому у 1967 році.
- Коли випуск «Київ-4» почався у 1963 році, тролейбуси «Київ-2» та Київ-4 деякий час випускалися паралельно.
- 6 листопада 2015 року підприємством Укрпошта було випущено художню марку «Київський тролейбус. Київ-4. 1963»[12]